# Iridomyrmex rufoinclinus
Iridomyrmex rufoinclinus é uma espécie de formiga do gênero Iridomyrmex.